# Capillataspora corticola
Capillataspora corticola är en svampart som beskrevs av K.D. Hyde 1989. Capillataspora corticola ingår i släktet Capillataspora, klassen Dothideomycetes, divisionen sporsäcksvampar och riket svampar.   Inga underarter finns listade i Catalogue of Life.